# 2020年司諾克巡迴錦標賽
2020年士碌架巡迴錦標賽（英語：2020 Tour Championship），正式名稱為2020年珊瑚杯巡迴錦標賽（英語：2020 Coral Tour Championship），是6月20日至26日在英格兰米尔顿凯恩斯馬歇爾競技場舉行的職業斯诺克比賽。這場賽事由世界职业台球与斯诺克协会舉辦，是士碌架巡迴錦標賽第二屆賽事，亦是珊瑚杯賽的第三場比賽，同時是2019-2020賽季第16場排名賽。賽事原定於3月17日至22日展開，但由於2019冠狀病毒病疫情引發的全球大流行，大會宣佈根據英國政府禁止觀眾入場的建議而延期舉辦賽事。
巡迴錦標賽只有單賽季排名前八名選手有參賽資格。比賽採用單敗淘汰制，八強賽和四強賽採用17局9勝制，決賽則採19局10勝制，全部賽事均分兩節進行。本屆巡迴錦標賽由體育博彩公司「珊瑚」贊助，冠軍獎金15萬英鎊。
英格蘭選手罗尼·奥沙利文在上屆比賽擊敗尼爾·羅伯森成為冠軍；可是，截止日期前他在單季排行榜上第18位，未能獲得參賽資格。五號種子、中國選手丁俊晖則因疫情關係而決定退賽，由排名第九的史提芬·麥佳亞替補。麥佳亞在擊敗尼爾·羅伯森和贾德·特鲁姆普後躋身決賽，對手是在前兩輪戰勝肖恩·墨菲和马克·塞尔比的馬克·艾倫。最終麥佳亞以局數10比6力壓對手，奪得七年以來首個排名賽冠軍，也是他職業生涯的第六個冠軍。
本屆比賽共有22次單杆破百，並以麥佳亞在決賽打出的139分最高。

## 概述

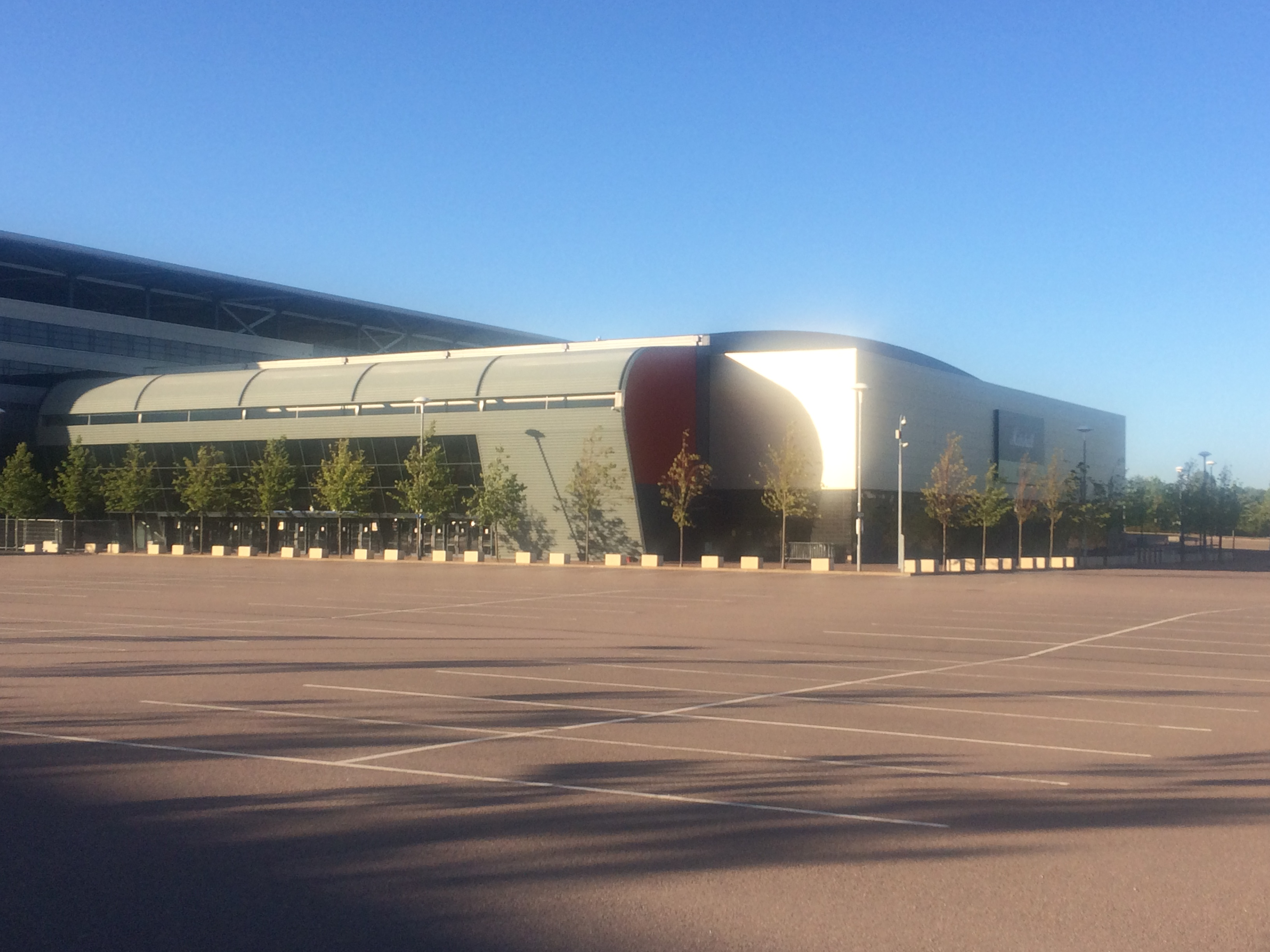
本屆賽事於英格兰米尔顿凯恩斯馬歇爾競技場進行

2020年斯诺克巡回锦标赛是繼珊瑚杯系列賽首場斯诺克世界大奖赛及第二場斯诺克球员锦标赛後，第三場也是最後一場賽事，於2018-2019賽季首次推出。它是2019-2020士碌架賽季第16場兼倒數第二場排名賽，由世界职业台球与斯诺克协会主辦。球員們須憑藉他們在單季排行榜上的位置來獲得參加該系列賽的資格，而非世界排名。這項賽事是由單季排行榜上前八名球員參加單敗淘汰制來決定冠軍誰屬。八強和準決賽以17局9勝制進行，決賽則以19局10勝制進行。
賽事主要由英國ITV4轉播。新西蘭天空體育台、香港now TV、中國大陸、台灣博斯運動台等也有播出。另外，雖然歐洲體育台轉播了本賽季大部分賽事，卻未有轉播這次比賽。賽事由體育博彩公司珊瑚（Coral）贊助。
賽事原定3月17日至22日在威爾斯蘭迪德諾舉行。由於2019冠狀病毒病疫情的影響，大會於17日宣佈根據英國政府禁止觀眾入場的建議而延期舉辦賽事。6月5日，大會宣佈賽事改期至同月20日至26日舉行，並移師至英格兰米尔顿凯恩斯的馬歇爾競技場。巡迴錦標賽是本賽季因應新冠病毒疫情大流行而停辦再復辦的第二場職業賽事，第一場是同月早些時候在同一場地舉行的冠軍聯賽。所有進入場館的選手和工作人員均須接受2019冠状病毒病檢測，並在比賽期間隔離。

### 獎金
本次比賽獎金總額為38萬英鎊，各項獎金分配如下：
- 冠軍：15萬英鎊
- 亞軍：6萬英鎊
- 四強：4萬英鎊
- 八強：2萬英鎊（此階段的獎金不計入獎金排名）
- 最高度數：1萬英鎊

### 參賽資格
本次賽事的參賽資格是賽季首項比賽至2020年直布羅陀公開賽後、在單季排行榜上前八名的選手。英格蘭選手罗尼·奥沙利文在上屆比賽擊敗尼爾·羅伯森成為冠軍；可是，截止日期前他在單季排行榜上第18位，未能獲得參賽資格。基於「安全預防措施」和「避免大量旅行」，五號種子丁俊晖決定在賽前退出。替補者為九號種子史提芬·麥佳亞。
| 排名 | 選手                    | 總分    |
| ---- | ----------------------- | ------- |
| 1    | 贾德·特鲁姆普（英格兰） | 706,500 |
| 2    | 肖恩·墨菲（英格兰）     | 383,000 |
| 3    | 马克·塞尔比（英格兰）   | 285,500 |
| 4    | 尼爾·羅伯森（澳大利亚） | 274,500 |
| 5    | 丁俊晖（中国）          | 261,250 |
| 6    | 顏丙濤（中国）          | 206,500 |
| 7    | 馬克·艾倫（北爱尔兰）   | 165,500 |
| 8    | 约翰·希金斯（蘇格蘭）   | 158,500 |
| 9    | 史提芬·麥佳亞（蘇格蘭） | 152,000 |

## 賽事綜述

### 八強賽

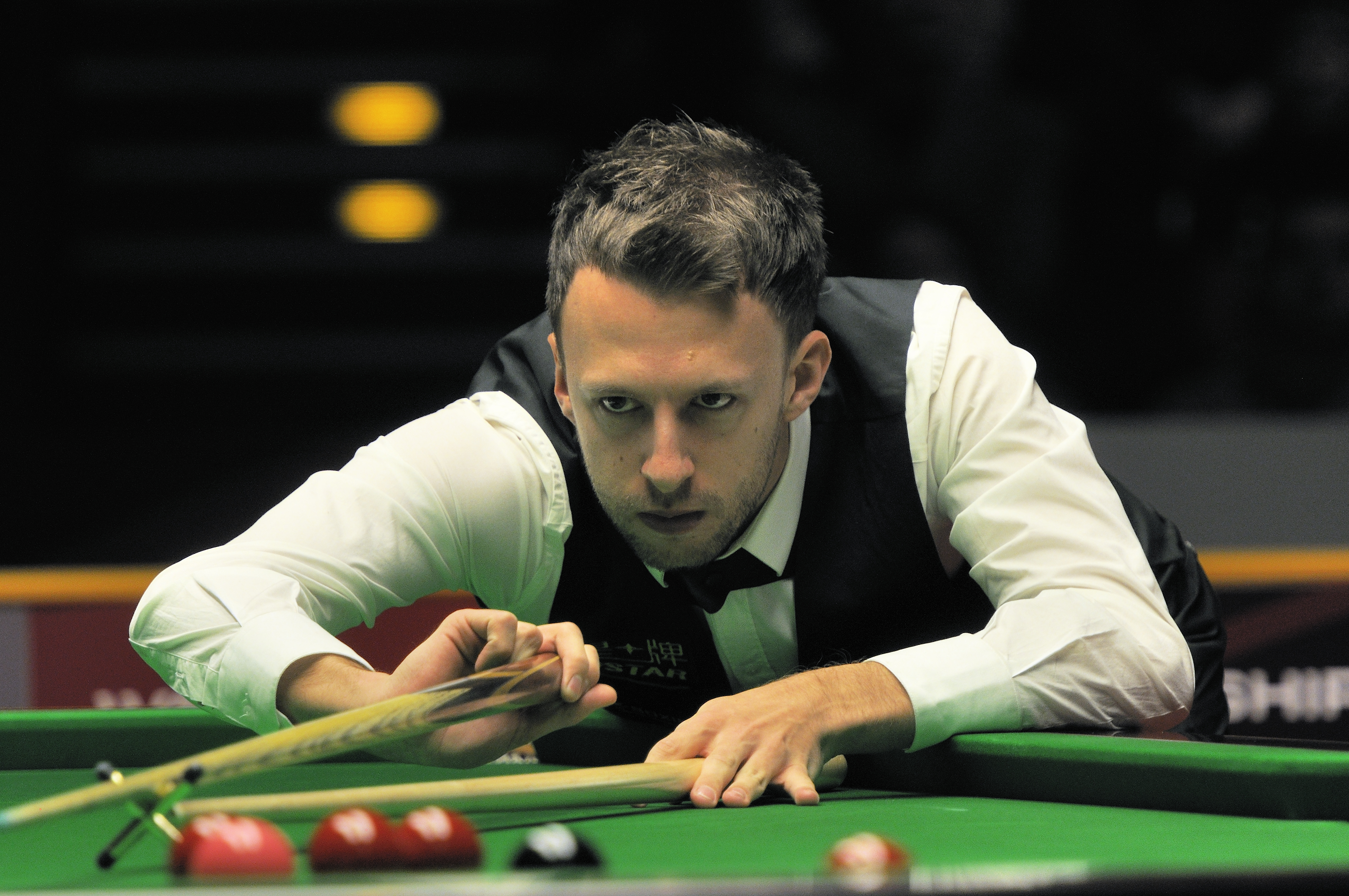
贾德·特鲁姆普在八強賽擊敗约翰·希金斯，也是他連續五次戰勝希堅斯

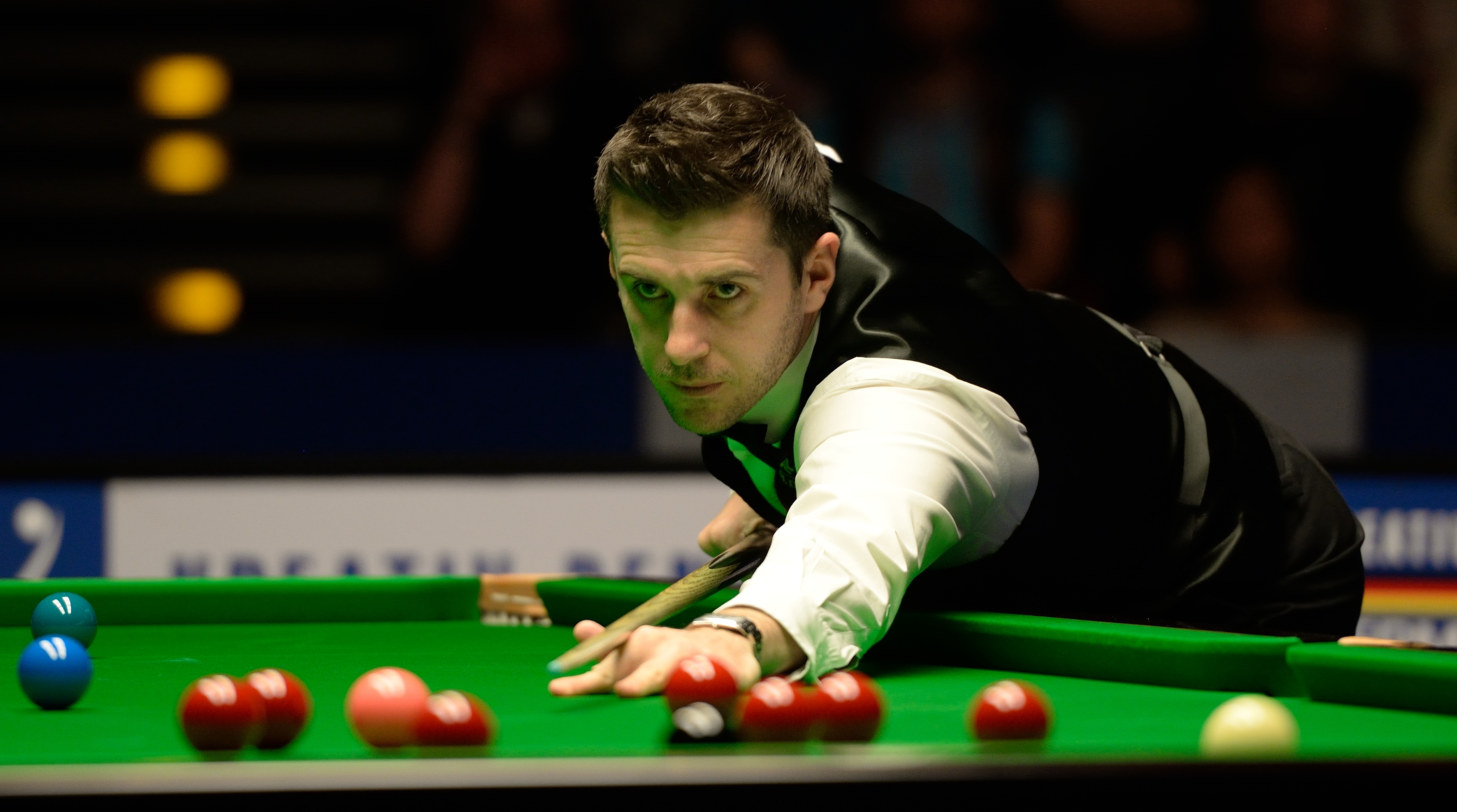
马克·塞尔比以局數9比6擊敗顏丙濤，晉級準決賽

賽事首圈為八強戰，於6月20日至23日舉行，每場比賽分兩階段，採17局9勝制。錦標賽揭幕戰由尼爾·羅伯森對陣史提芬·麥佳亞，後者代替了因疫情關係而退賽的丁俊晖。羅拔臣和麥佳亞在本賽季較早時候的大師賽上相遇，當時麥佳亞以1比5落後，但後來以6比5勝出。開局後，麥佳亞先以3比1領先對手，但隨後羅拔臣打出單桿100分和103分，連取三局。在首節比賽結束，麥佳亞將局數扳平至4比4，兩人各做出兩次單桿破百。第二節比賽時，羅拔臣先取一局，但在接下來四局只取得4分，對手麥佳亞分別打出單桿103分、135分、111分、115分，以8比5領先。第14局，麥佳亞做出單桿59分，並以總局數9比5擊敗羅拔臣勝出比賽。
麥佳亞在賽事中做出6次單桿破百，兩位選手合計打出8次單桿破百，這兩項數字都創下了17局比賽單桿破百的新紀錄。Eurosport體育記者德斯蒙德·凱恩（Desmond Kane）指麥佳亞「拿出了他22年職業生涯中最出色的表現」，麥佳亞對此表示同意。賽後，羅拔臣表示自己打得頗為輕鬆，原因在於沒有觀眾便沒有壓力，另外他又把球袋比喻為9號球的設計，後者明顯較大。
第二場比賽是衛冕世界冠軍、世界排名第一的贾德·特鲁姆普與世界排名第五的约翰·希金斯之爭。兩人最後一次交鋒是在2019年世界斯诺克锦标赛上。卓林普獲得巡迴錦標賽資格後，本賽季的獎金保證超過100萬英鎊。開局後，卓林普連下兩城，希堅斯則依賴最後一顆黑球奪下第三局。卓林普接著再拿下兩局，並在第一節結束時以局數5比3領先。第二節比賽開始後，卓林普連取三局，分別打出單桿67分、53分、135分，以局數8比3領先。希堅斯贏取第12局，但卓林普再取第13局，最終以總局數9比4晉級，這次亦是卓林普連續五次戰勝希堅斯。賽後，卓林普表示球桌狀態與前一日有所不同。
第三場比賽由顏丙濤和马克·塞尔比上演。首節比賽開始後，沙比先取一局，但在接下來三局只得26分。在落後1比3的情況下，沙比在接連三局打出單桿99分、119分、61分，局數反超前4比3。不過，顏在首節最後一局勝出，將比分扳平。在第二節比賽，沙比奪下三局，其中打出了三次單桿50+，以7比5領先對手。第13局，顏在落後64分的情況下清枱，雙方分數相同，令比賽進入「重置黑球」局面；沙比在角落打球，黑球在彈到枱邊兩次後入袋。雖然顏在第14局取勝，但沙比拿下第15局，以總局數9比6躋身準決賽。
馬克·艾倫和肖恩·墨菲在最後一場比賽上交手。首節比賽梅菲接連打出三次單桿破百，以3比2輕微領先。隨後，艾倫連下兩城，以3比4反超前。第八局，梅菲僥倖入球，將比分扳平。在第二節比賽，梅菲先以單桿100分取下第九局，再勝出第十局，以6比4領先對手。艾倫奪下第11局，梅菲則以單桿131分勝出第12局，後者以7比5繼續領先。艾倫贏得第13局和第14局，把比分扳平。梅菲在第15局再次做出單桿破百，而艾倫則奪下第16局，兩人打成8比8平手，將比賽帶入決勝局。第17局，艾倫僥倖擊中紅球，並打出單桿62分，最終以9比8贏得比賽。梅菲的六次單桿破百追平了麥佳亞在早前創下的17局比賽單桿破百次數最多紀錄。

### 準決賽

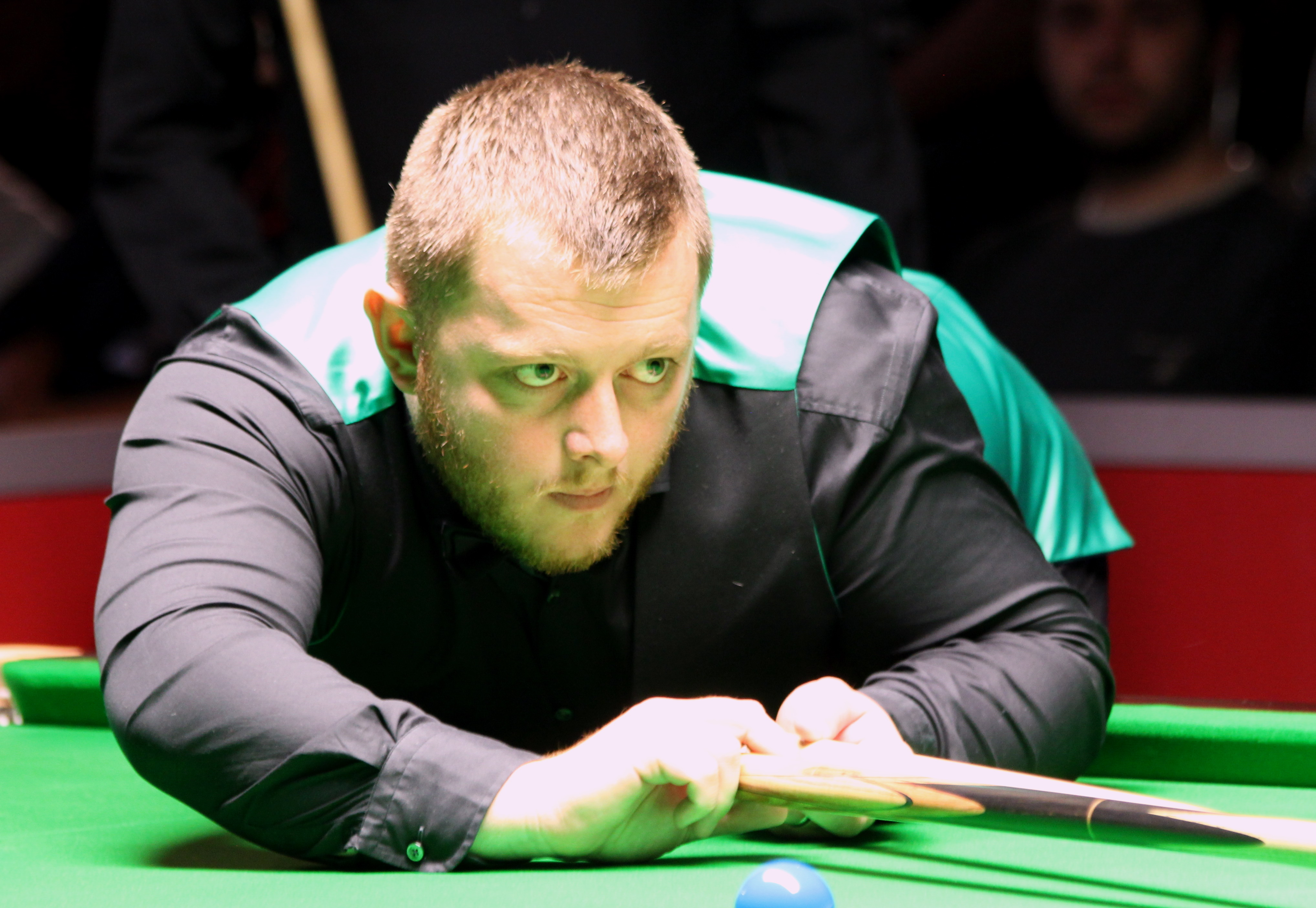
馬克·艾倫以局數9比2力壓對手马克·塞尔比，躋身決賽

在6月24日至25日舉行的準決賽中，餘下的四名選手須進行兩場17局9勝制比賽，每場比賽都分為兩節。首場比賽在卓林普和麥佳亞之間展開。假如以珊瑚杯為目標，卓林普只須勝出這場比賽便可，而麥佳亞則須在巡迴錦標賽中奪冠。首節比賽開始後，麥佳亞先以局數2比1領先，但卓林普接著連取三局，以4比2反超前。隨後，麥佳亞先拿下第七局，再在第八局以單桿132分勝出，把局數扳平。第二節比賽開始後，卓林普和麥佳亞各取一局，然後卓林普再以單桿79分奪得第11局的勝利。第12局持續了40多分鐘，最終由麥佳亞勝出，以局數6比6再次平手。隨後，麥佳亞接連拿下第13至15局，以總局數9比6擊敗卓林普，晉級決賽。
ITV評論員兼分析師史蒂芬·亨得利評論卓林普的表現時，稱「這場比賽是卓林普打得最差的一次」。賽後卓林普再次提及比賽條件「相當差」，並解釋說「如果條件好的話，我應該會有較佳發揮。不過今日太熱了，不適合打司諾克。很遺憾比賽條件如此糟糕。」
25日的賽事由阿倫和沙比上演。首節比賽開始後，阿倫全取首四局，對手沙比沒有打進一球。阿倫隨後再取兩局，沙比則拿下第七局，接著阿倫勝出最後一局，以局數7比1的巨大優勢領先。第二節比賽首局由沙比以單桿71分勝出，接著阿倫連下兩城，其中包括在第11局打出單桿81分，最終阿倫以局數9比2進入決賽。

### 決賽

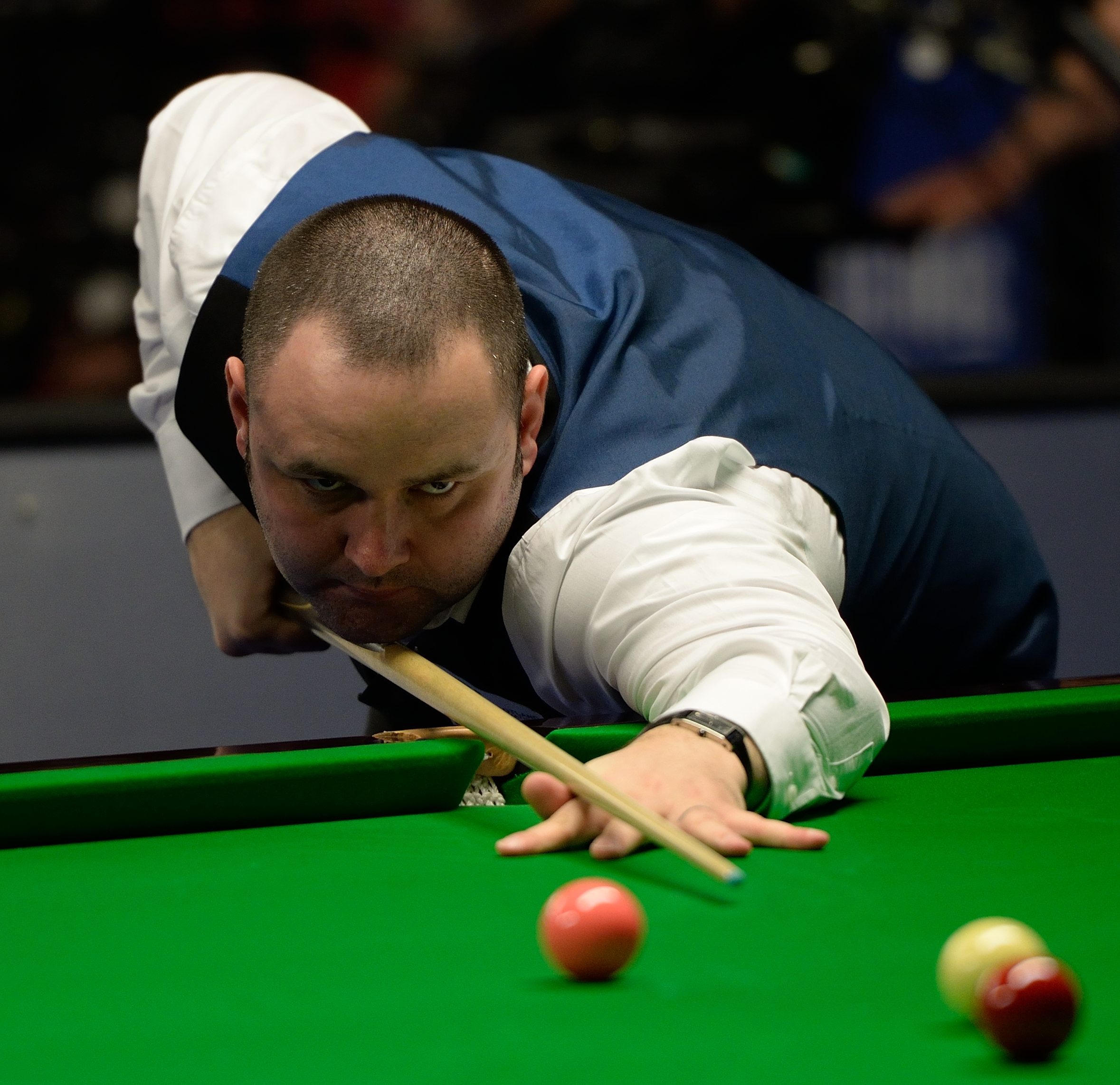
史提芬·麥佳亞以局數10比6擊敗馬克·艾倫，勝出巡迴錦標賽，也是他自2013年士碌架威爾斯公開賽以來首個排名賽冠軍

冠軍戰於26日舉行，分兩節進行，採用19局10勝制，選手分別是史提芬·麥佳亞和麥克·阿倫。兩人此前已六度交手，當中阿倫勝出四次；最近一次交鋒是在2019年斯诺克英国锦标赛，麥佳亞以局數6比0勝出。
開局後阿倫便先拔頭籌，分別以單桿50分和76分連下兩城，隨後麥佳亞亦以單桿89分和69分奪下第三和第四局，將比分扳成2比2。接著，麥佳亞奪得第五局的勝利，阿倫在第六局完成單桿破百，將比分追成3比3平手。餘下兩局兩名選手各取其一，首節比賽雙方打成4比4平手。第二節比賽中，麥佳亞打出全場最高的單桿139分，並拿下第九局。接著麥佳亞拿下第十局，以6比4領先，再在中場休息前將領先優勢擴大至7比5。休息過後，麥佳亞分別打出單桿78分和53分，收下第13和第14局，至此距離奪冠僅差一局。阿倫則在第15局打出單桿107分並奪下此局。第16局由安全球主導，阿倫嘗試把粉球擊入袋中但失敗，隨後麥佳亞把粉球和黑球送入袋中，奪下此局的勝利，並以總局數10比6贏得這屆巡迴錦標賽。
這是麥佳亞自2013年斯诺克威尔士公开赛以來首個排名賽冠軍。贏得比賽的同時，他還奪得珊瑚杯以及最高度數獎，總計26萬英鎊，是職業生涯中獲得的最高獎金。賽後阿倫世界排名升至第四位，是他職業生涯的最高位。

## 對戰籤表
|  | 八強賽 17局9勝制 | 八強賽 17局9勝制        | 八強賽 17局9勝制 |               |   | 準決賽 17局9勝制 | 準決賽 17局9勝制 | 準決賽 17局9勝制 |  |  | 決賽 19局10勝制 | 決賽 19局10勝制 | 決賽 19局10勝制 |  |
|  |                  |                         |                  |               |   |                  |                  |                  |  |  |                 |                 |                 |  |
|  | 1                | 贾德·特鲁姆普（英格兰） | 9                |               |   |                  |                  |                  |  |  |                 |                 |                 |  |
|  | 1                | 贾德·特鲁姆普（英格兰） | 9                |               |   |                  |                  |                  |  |  |                 |                 |                 |  |
|  | 8                | 约翰·希金斯（蘇格蘭）   | 4                |               |   |                  |                  |                  |  |  |                 |                 |                 |  |
|  | 8                | 约翰·希金斯（蘇格蘭）   | 4                |               | 1 | 贾德·特鲁姆普    | 6                |                  |  |  |                 |                 |                 |  |
|  |                  |                         |                  |               | 1 | 贾德·特鲁姆普    | 6                |                  |  |  |                 |                 |                 |  |
|  |                  |                         | R                | 史提芬·麥佳亞 | 9 |                  |                  |                  |  |  |                 |                 |                 |  |
|  | 4                | 尼爾·羅伯森（澳大利亚） | R                | 史提芬·麥佳亞 | 9 | 5                |                  |                  |  |  |                 |                 |                 |  |
|  | 4                | 尼爾·羅伯森（澳大利亚） |                  |               |   |                  |                  |                  |  |  |                 |                 |                 |  |
|  | R                | 史提芬·麥佳亞（蘇格蘭） | 9                |               |   |                  |                  |                  |  |  |                 |                 |                 |  |
|  | R                | 史提芬·麥佳亞（蘇格蘭） | 9                |               | R | 史提芬·麥佳亞    | 10               |                  |  |  |                 |                 |                 |  |
|  |                  |                         |                  |               |   |                  |                  |                  |  |  |                 |                 |                 |  |
|  |                  |                         | 7                | 馬克·艾倫     | 6 |                  |                  |                  |  |  |                 |                 |                 |  |
|  | 3                | 马克·塞尔比（英格兰）   | 7                | 馬克·艾倫     | 6 | 9                |                  |                  |  |  |                 |                 |                 |  |
|  | 3                | 马克·塞尔比（英格兰）   |                  |               |   |                  |                  |                  |  |  |                 |                 |                 |  |
|  | 6                | 顏丙濤（中国）          | 6                |               |   |                  |                  |                  |  |  |                 |                 |                 |  |
|  | 6                | 顏丙濤（中国）          | 6                |               | 3 | 马克·塞尔比      | 2                |                  |  |  |                 |                 |                 |  |
|  |                  |                         |                  |               | 3 | 马克·塞尔比      | 2                |                  |  |  |                 |                 |                 |  |
|  |                  |                         | 7                | 馬克·艾倫     | 9 |                  |                  |                  |  |  |                 |                 |                 |  |
|  | 2                | 肖恩·墨菲（英格兰）     | 7                | 馬克·艾倫     | 9 | 8                |                  |                  |  |  |                 |                 |                 |  |
|  | 2                | 肖恩·墨菲（英格兰）     |                  |               |   |                  |                  |                  |  |  |                 |                 |                 |  |
|  | 7                | 馬克·艾倫（北爱尔兰）   | 9                |               |   |                  |                  |                  |  |  |                 |                 |                 |  |

### 決賽
| 決賽：19局10勝制，裁判：羅布·斯賓塞 2020年6月26日英格蘭米尔顿凯恩斯馬歇爾競技場 |          |                           |
| 史提芬·麥佳亞（R） · 苏格兰 | 10–6     | 馬克·艾倫（7） · 北爱尔兰 |
| 下午：19–69（50）、0–76（76）、89–1（89）、75–50（69、50）、56–45、0–125（125）、31–62、71–18 晚上：139–0（139）、77–23、38–69（64）、74–36、78–9（78）、74–0（53）、0–107（107）、80–72 |          |                           |
| 139 | 最高度數 | 125                       |
| 1 | 單桿破百 | 2                         |
| 5 | 單桿50+  | 6                         |

## 珊瑚杯
2018-2019賽季首度引入珊瑚杯系列賽（士碌架世界大獎賽、士碌架球員錦標賽、士碌架巡迴錦標賽），參賽資格是根據選手在單季排行榜上的排名而定。蘇格蘭選手史提芬·麥佳亞因在珊瑚杯系列賽中奪冠而獲得額外十萬英鎊獎金。三項賽事中贏得獎金最多的前十名選手如下，粗體者表示該名選手在該項賽事獲勝：
| 排名 | 選手          | 世界大奖赛 | 球员锦标赛 | 巡回锦标赛 | 總額    |
| ---- | ------------- | ---------- | ---------- | ---------- | ------- |
| 1    | 史提芬·麥佳亞 | 0          | 30,000     | 150,000    | 180,000 |
| 2    | 贾德·特鲁姆普 | 7,500      | 125,000    | 40,000     | 172,500 |
| 3    | 尼爾·羅伯森   | 100,000    | 0          | 0          | 100,000 |
| 4    | 馬克·艾倫     | 0          | 15,000     | 60,000     | 75,000  |
| 5    | 马克·塞尔比   | 0          | 15,000     | 40,000     | 55,000  |
| 6    | 顏丙濤        | 0          | 50,000     | 0          | 50,000  |
| 7    | 格林美·杜特   | 40,000     | 0          | 0          | 40,000  |
| 8    | 肖恩·墨菲     | 0          | 30,000     | 0          | 30,000  |
| 9    | 约翰·希金斯   | 12,500     | 15,000     | 0          | 27,500  |
| 9    | 祖·佩利       | 12,500     | 15,000     | 0          | 27,500  |

## 單杆破百
本次賽事共有22記單杆破百。史提芬·麥佳亞在決賽對陣馬克·艾倫時，在第九局打出單桿139度，為本屆賽事最高。賽事期間的單杆破百得分如下所示：
- 史提芬·麥佳亞：139、135、132、117、115、111、108、103
- 贾德·特鲁姆普：135
- 肖恩·墨菲：131、117、116、110、100、100
- 馬克·艾倫：125、107、100
- 马克·塞尔比：119、105
- 尼爾·羅伯森：103、100